# マリゴールド
有限会社マリゴールド (MARIGOLD Co., Ltd. ) は、東京都品川区にあるアダルトゲーム中心のデジタルコンテンツ制作会社である。「ルネ」や「ネル」など数多くのブランドを持っており、アダルトアニメの制作と販売を担うルネピクチャーズ というブランドもある。

## 特徴
同社は2004年以降、鍵括弧で囲った台詞のような長いサブタイトルを付けた作品を数多く発売している。内容は凌辱系が中心。また、数多くの別ブランドとパートナー契約を結んでおり、スペースプロジェクトとも深い関係にある。「多彩なフォント、サイズの変更も可能」「マウスホイールでのバックログでは、メッセージウィンドウ、声だけでなく絵も巻き戻る」「Hシーンでは効果音が第二のBGMとして流れる」など近年のゲームシステムはかなり優秀である。
2010年8月5日よりPCゲーム用HPをルネソフト、アダルトアニメの販売用HPをルネピクチャーズへ移行させた。
2024年の時点では、ルネソフトが総合的なブランドとして位置づけられている一方、マリンは明るいHに、ルネ TeamBittersは寝取られにそれぞれ特化している。うち後者は、当時バッドエンドの1パターンでしかなかった寝取られに愛好者が存在することがルネ内部で把握されており、ルネの『 喪服妻「許してアナタ…私、弱い未亡人です」』でそのような要素を取り入れたところ評判だったため、専門ブランドとして設立された経緯がある。ただし、寝取られに嫌悪感のあるスタッフが多いことに加え、このジャンルを理解している人が欲しいという考えから、ルネではスタッフィングに際してはこのジャンルでの実績を参考としている。

### ルネピクチャーズ
ルネピクチャーズの城疋砂馬也がアダルトゲーム雑誌「BugBug」とのインタビューで語ったところによると、初期はAICと組んで、「ひまじん」というレーベルで販売を担っており、この当時の主な作品として『そらのいろ、みずのいろ』や『戦乙女ヴァルキリー』があった。その後同社が販売も独立して手掛けるようになったため、ルネも2008年から新たな制作会社と組んで制作から販売まで担うようになった。
同社の主要レーベルである「ばにぃうぉ～か～」から様々なOVAを販売していたものの、ある時から寝取られに拒絶反応を示すユーザが増えたため、2018年に専門レーベル「あんてきぬすっ」を立ち上げ、第1弾として『それでも妻を愛してる2』を発売した。
城疋はこの2レーベルにおいては、原作を忠実に再現するという方針を立てており、それが支持の高さ要因であると「BugBug」とのインタビューの中で分析している。城疋は地上波アニメ以上の質を持つ作品も多いと話しており、「ばにぃうぉ～か～はエロアニメ界のufotable」と言われたこともあったという。この2レーベルは成人向け漫画のアニメ化が多く、その理由の一つは同人漫画は人気があってもボリュームが足りないことが多く、ある程度シリーズ化されていないとOVA化しにくいためである。漫画の場合はコマ同士のつながりをアニメーションで表現できる一方、ゲームの場合はイベントCGの間をテキストと立ち絵でつないでおり、アニメーション監督側の演出がユーザの考える原作の展開と一致しないことも多いためだとしている。また、漫画のアニメ化においては、制作の節目で原作者にチェックしてもらっており、キャスティングについても現場で候補を選定した後、最終的には原作者に確認しているという。城疋はユーザの多くが原作漫画のファンアイテムに近い感じで購入していると分析しており、それもまた原作再現度を高める意識をせざるを得ない理由だとしている。城疋は原作選びの基準として、アニメ化した際に原作の良さを引き出せるか否かを挙げており、人気作でも絵柄が個性的過ぎたり、登場人物が多すぎるなど、アニメ化しづらい作品は外しているという。また、販売サイトで人気の検索ワードも基準の一つであり、たとえばFANZAでは「巨乳」「女子校生」「人妻」が上位に挙がっており、「巨乳」は定番である。
なお、購買層のうちダウンロードやストリーミングは20代が中心である一方、パッケージは40～50代が中心であり、後者は視聴環境がゲーム機やDVDプレイヤーに限られている場合もあるという。このため、FANZAと連携してDL先行配信は行うものの、限定配信はしないとしており、そのような制作依頼があっても現在（2023年時点）は引き受けることはないと城疋は述べている。

## ルネソフト（アダルトゲーム一覧）

### ルネ
- NET STALKER 〜脅迫から陵辱へ〜
- 忘れかけた心の欠片 forget me not
- -もみじ-「ワタシ…人形じゃありません…」
  - もみじHappyStory
- 罪悪感「お願い…こんな姿見ないで」
- 戦乙女ヴァルキリー「あなたに全てを捧げます」
  - 戦乙女ヴァルキリー2「主よ、淫らな私をお許しください…」
  - 戦乙女ヴァルキリーG 〜戦乙女達の黄昏〜
- 女優 菜々子「出演条件は…おまえの肢体だ」
- 喪服妻「許してアナタ…私、弱い未亡人です」
- くのいち・咲夜「忍びし想いは恥辱に濡れて……」
- 妹巫女・萌「にいさま…私、巫女じゃなくなっちゃう…」
- 少女戦機ソウルイーター「どんなに穢されても…私の復讐は終わらない!!」
- 風輪奸山「この身幾たび汚されようとも……」
- 淫夢学園「だめ…こんなになっちゃうのは夢の中だけなの…！」
- 音速飛翔ソニックメルセデス 〜双子ヒロイン調教指令！〜
- エルフの双子姫 ウィランとアルスラ「私はどうなってもいいから、お姉様には手を出さないで……！」
- 美脚エージェント・麗華「くやしい! こんな卑怯なヤツに負けるなんて…」
- 小公女シャルロット「ご主人様の処女人形」
- 悪の女幹部「この私にオシオキだと!? ふざけるなっ!
  - 悪の女幹部 フルムーンナイト
- 純潔★女神さまっ！「種付けしてください、ダンナさまっ！」
- 電脳侵犯・キサラギ参事官「もうこれ以上、私の中に入ってくるな！」
- 受胎島「どうしてアンタみたいなブサ男に種付けされなきゃいけないのよ?!」
- 褐色巨乳の女戦士・マルグリットの受難!?
- 巨乳家族催眠「家族なんだから、セックスするのは当たり前よね……」
  - 巨乳大家族催眠「家族みんなでイキまくるセックスがやめられないのぉ」
- リベンジルーム ～受胎を強要される地下室～
- 恥辱の女騎士「オークの出来そこないである貴様なんかに、この私が……!!」
- 悪の女幹部2「キサマなどに教育されてたまるかっ!」
- 巨乳人妻女教師催眠・携帯アプリでセックス中毒!
- 巨乳くのいち・朱雀 ～触手・潮吹き責め～
- 爆乳セレブ妻・お触り車両 「イヤ、ダメ、触らないで! これ以上されたら……」
- 巨乳令嬢MC学園
- 冥刻學園 受胎編 「お願いします……先生の精液で、私達を助けて欲しいんです！」
- ようこそ!スケベエルフの森へ
- 巨乳プリンセス催眠「下賤な貴方のモノを……んちゅっ、んじゅるるる……れろっ、しゃぶったりするものですか！」
- 冥刻學園 胎動編「お願いします…先生の精液で、私達を孕ませて欲しいんです…♡」
- 巨乳エルフ母娘催眠 「はい……人間様のオチ○ポを母娘でしゃぶらせていただきます……」
- 巨乳ギャルMC交際「こんなオジサンチ○ポに逆らえないなんて……マジありえないっ!」
- 戦乙女ヴァルキリー3「貴方のような男には絶対に屈しません……!」
- 巨乳女戦士・土下座催眠「ちくしょうっ……アタシはお前の思い通りになんか、ならないからな……！」
- 巨乳女士官洗脳催眠 「お前のような男の命令に従う訳がないだろう」[3]
- 巨乳軍人支配催眠「私の任務は貴方にご奉仕する事です。色んな穴をご自由にお使い下さい」
- エルフェンキング

### ルネ loves K
- 輪奸学園「やめてっ！ …お母さん、見ないで!」
- 地下鉄封鎖事件「なぜ僕たちはここにいる」

### ルネ TeamBitters
- 輪奸病棟「やめて…先生、診ないで！」
- 女教師・ゆうこ「ワタシ、もう…この教室から抜け出せないの…？」
- 俺は彼女を信じてる！ 〜遠距離恋愛のススメ〜
- 彼女が見舞いに来ない理由
- それでも妻を愛してる
- マリッジブルー 婚約者がいるのに、どうしてこんな男に……
- 魔法少女はキスして変身る 〜相手が彼以外の人だなんて……〜
- 俺の彼女が就職した会社は、ブラック企業だった…。
- それでも妻を愛してる2 ～女教師妻・茉莉花の場合～
- 配信NTR ～あの動画は流さないって約束したじゃないですか!?～

### ネル
- -姫辱- プリンセスダブル狩り
- -碧ヶ淵- 夜伽の村のお嫁様
- ポチタマ
- 宵待姫 〜大正淫猥吸血姫譚〜
- 薺ヶ好 なずなと若葉の物語
- なりきりバカップル「本当は、アンタとなんてイチャイチャしたくないんだからねっ！」

### マリン
- きのこ 禁断の治療薬
- ふたりじめ 〜幼なじみと夏と義妹〜
- 女子寮辱 〜良家美人姉妹おどり喰い〜
- おしかけスクランブル「あの子とわたし、どっちを選ぶの…？」
- 人妻搾乳飯店
  - 人妻搾乳百貨店
- しおふきマーメイド「だめ、コーチ！ なにか出ちゃうぅ！」
- とらぶるサッキュバス「ダーリン、今夜もいっぱ〜いえっちしちゃお」
- びんかんアスリート「そ、そこダメっ！ ……おしお噴いちゃう!」
- おしゃぶりアナウンサー「そんなに飲まされたら……Hしたくなっちゃう」
- つるつるナース「恥ずかしい……こんなの誰にも見せられない……」
- ぱいずりチアリーダーVS搾乳応援団！
- 巨乳トライ！ －短期集中乳揉みレッスン－
- おっぱい学園マーチングバンド部！ 〜発情ハメ撮り活動日誌〜
- デカくてエッチな俺の姉
- ごっくんアスリート！ 巨乳メダリストのおしゃぶり強化合宿
- おっぱい以外がダメすぎる姉
- 処女ビッチだらけのテニス部合宿! アタシが処女だって証拠がどこにあんのよ!?
- Gカップシスターズ! ～妹だらけの搾乳学園祭～
- 即イキびしょぬれアスリート！ ～潮吹き絶頂するアスリートヒロインたち～
- お嬢様学園こすぷれハーレム部！「今日はどの服でエッチしよっか？」
- 過保護でエッチな僕の姉
- ぱいずり♥フィアンセ 「坊ちゃま、今日はどのおっぱいを召し上がりますか?」
- 巨乳でエッチなお姉ちゃん達が僕のチ○ポを24時間離してくれない!
- 家族は(俺以外)サキュバスでした ～二人の姉と母との性活で精液を搾り取られます～
- エッチングアプリ ～出会い系アプリで訳アリ女性とラブラブSEX～

### アンダームーン
- 姫三妹 〜堕ち行く三姉妹〜
- D-spray 媚薬でモテモテ 課長代理補佐
  - D-spray2 媚薬でモテモテ 課長代理 湯けむり旅情編
- 操り孕ませDreamNote
- 催淫孕ませキーワード「…あぁん、そんなコト言われたら、もう私…わたし…」
- 甘い生活 〜最高の義母と最高の義姉妹〜
- 痴覚過敏「奥さん、すごく濡れてますよ……我慢出来ないんですか？」
- 淫獄女学園〜用務員の卑劣な罠〜
- 淫辱選挙戦〜白濁に染まる会長選〜
- 女学園の性欲食堂〜特精ソースで傀儡に変わる少女たち〜
- 奪われた学園 ～罠に堕ちた優等生～
- 秘蜜淫交地下クラブ ～媚薬に溺れる肢体～
- 恥辱遊戯 ～お嬢様の聖水～
- お嬢様は学園の精液便所 ～寝取らせ・ぶっかけ・乱交生活日誌～
- 令嬢聖水学園「なんで貴方の前でお小水を出さないといけないのよ!」
- 魔女狩りの失禁学園 ～緊縛された令嬢の聖水～

### オーバードーズ
- 汗濡れ少女美咲「アナタのニオイでイッちゃう！」
- 美脚性奴会長 亜衣「こ、この変態! 私のタイツになんてことを……!」
- ズブ濡れの義姉 香澄「私の水着にそんな汚いもの、染み込ませないで！」
- 母乳が染み出る愛娘・愛美「お父さん私のミルクたくさん搾って欲しいの……」
- 突発性ミルク娘　千夏「もう、パパのせいでいっぱいでちゃうぅ！」
- 甘え母 希美「だめよ、そんなにお母さんを求めないで……」
- 強引にされると嬉しくて初めてでもよく喘いじゃう令嬢な幼馴染 優衣 「やめて、脚に触らないで……でも本当は気持ちいいの」
- ぴ～かぶ～! 彼女がエッチな水着にきがえたら!?
- 湯の村は～れむ ～巨乳孕ませ温泉滞在記～
- すぃ～と・はに～・ふぁみり～ 娘ト妻ニ甘イハ父ノ習ヒ
- ボクと三人のお姉さま ～おねえさん達と孕ませOK嫁選び同棲ライフ!～

### ARMADILLO
- 揉乳学園・発情中
- お姉さまは保健医「弟が好きすぎて、泣き叫ぶほどいじめたくなっちゃうの」
- おねだりしなさいお兄様「妹にどうやっていじめられたいの？」
- 姦落のアリーナ ～淫欲のデスマッチ～
- 人妻ネトリシェアリング ～やめて夫の前でこれ以上は…～

### ピンヒール from lune
- ドSなお姉さんは好きですか？
- エスカノ ～ちょっとSな彼女は好きですか?～

### ルネ featuring D
- Maids in Dream

### タイガーマンプロジェクト
- 螢子

## ルネピクチャーズ（アダルトアニメ一覧）

### あんてきぬすっ
- それでも妻を愛してる2 - レーベルデビュー作[2]。
- 妻が綺麗になったワケ
- 色情教団
- ヤリチン家庭教師ネトリ報告~ドスケベ巨乳母娘丼~
- 紫陽花の散ル頃に
- 向日葵ハ夜ニ咲ク
- ネトカノ
- ネトシス
- 茜ハ摘マレ染メラレル
- 淫行教師の催眠セイ活指導録
- 異世界ヤリサー

### エンゼルフィッシュ
- D-spray
- 風輪奸山
- 魔法少女はキスして変身る

### L.
- プリンセスラバー!
- 俺は彼女を信じてる!

### erozuki
- ツンプリ

### こっとんど〜る
- フォルト!!
  - フォルト!!S
- びんかんアスリート（3D版有り）
- 彼女が見舞いに来ない理由
- 戦乙女ヴァルキリー2・G
- それでも妻を愛してる
- 悪の女幹部
  - 悪の女幹部フルムーンナイト
- アンスイート 寝取られ堕ちた女たち

### ガールズトーク
- DreamNote
- 淫夢学園
- 少女戦機ソウルイーター
- 喪服妻
- くのいち・咲夜
- 少女戦機ブレインジャッカー
- しおふきマーメイド

### ミルクセーキ
- マリッジブルー
- 美脚性奴会長 亜衣

### クランベリー
- 魔が堕ちる夜

### ばにぃうぉ～か～
- 受胎島
- 彼女は誰とでもセックスする。
- 巨乳人妻女教師催眠
- ましゅまろ☆いもうと☆さっきゅばす
- 恥辱の制服
- JKビッチに搾られたい
- 巨乳令嬢MC学園
- 冥刻學園 受胎編
- バカだけどチンチンしゃぶるのだけはじょうずなちーちゃん
- おいでよ！水龍敬ランド
- 妹ビッチに搾られたい
- 巨乳大家族催眠
- ようこそ！スケベエルフの森へ
- 裏・受胎島
- むっつりドスケベ露義母姉妹の本質見抜いてセックス三昧
- 大好きな母
- 巨乳J○がオジさんチ○ポとじゅぽじゅぽいやらしいセックスしてます。
- 催眠性指導
- メガネnoメガミ
- エッチなお姉ちゃんに搾られたい
- じょしラク！
- 屈辱
- ちーちゃん開発日記
- 妖魔娼館へようこそ♥
- 巨乳プリンセス催眠
- 義姉はヤンママ授乳中
- 悪の女幹部フルムーンナイトR
- イジラレ～復讐催眠～
- J〇フーゾク学園祭
- ウチの弟マジでデカイんだけど見にこない？
- まこちゃん開発日記
- 千鶴ちゃん開発日記
- 巨乳エルフ母娘催眠
- 巨乳女戦士・土下座催眠
- 聖華女学院公認竿おじさん
- 委員長は催眠アプリを信じてる。
- 僕にセフレが出来た理由
- サキュバス喚んだら義母が来た！？
- クラスで男は僕一人！？
- 母乳ちゃんは射したい。
- 今泉ん家はどうやらギャルの溜まり場になってるらしい[4]

## マリーゴールド（一般向け作品一覧）

### 実写作品
- 乙女は何を夢見たか
- ゴシックロリータ
- 隠し砦の鉄平君

### 音楽作品
公式サイト を参照のこと。